# نیکلاس کوچک (مجموعه تلویزیونی ۱۹۹۰)
نیکلاس کوچک یا سِر نیکلاس کوچک (به انگلیسی: Little Sir Nicholas) مجموعه تلویزیونی محصول سال ۱۹۹۰ و به کارگردانی دیوید بندیکتوس است. در این مجموعه تلویزیونی بازیگرانی همچون ریچل گورنی، برنیس استگرز، جاناتان نوریس، لوئیزا میلوود هیگ، کریستوفر ویلیرز، جک واتسون، دیوید ریکارد، جولین فلوز و نوئل جانسون ایفای نقش کرده‌اند.
این مجموعه تلویزیونی براساس سِر نیکلاس کوچک، نوشته سی.ای. جونز ساخته شده‌است.

## داستان
داستان درباره نیکلاس ترمین جوان، وارث املاک خانواده ثروتمند ترمین است. زمانی که نیکلاس به همراه پدر و مادرش، سر والتر و لیدی ترمین پس از غرق شدن کشتی آنها در طوفان در دریا گم می شوند. خانواده بر این باورند که آنها مرده اند. با این حال، بدون اینکه آنها بدانند، نیکلاس از کشتی غرق شده جان سالم به در می برد و در یک دهکده ماهیگیری کوچک در فرانسه به ساحل کشیده می شود، جایی که او توسط یک خانواده مهربان فرانسوی پذیرفته می شود و بزرگ می شود. سال ها بعد، در انگلستان، املاک ترمین بدون وارث واضحی باقی می ماند. مادربزرگ نیکلاس، لیدی ترمین، مصمم است جانشینی قانونی برای حفظ میراث خانوادگی پیدا کند. در همین حال، جوآنا ترمین، مادر جاه طلب جرالد - پسری که به عنوان وارث موقت بزرگ شده است - می خواهد ارث پسرش را تضمین کند. هنگامی که نیکلاس که در نهایت زنده است انگلستان بازگردانده می شود، بازگشت او موقعیت جرالد را تهدید می کند و باعث ایجاد تنش و درگیری در خانواده می شود. لیدی ترمین به گرمی از نیکلاس استقبال می کند و به دنبال بازگرداندن جایگاه شایسته خود به عنوان "سر نیکلاس کوچولو" است، اما جوآنا ترمین قصد دارد او را تضعیف کند و یک کشمکش دراماتیک بر سر وراثت ایجاد می شود.